# Große Prinzessin

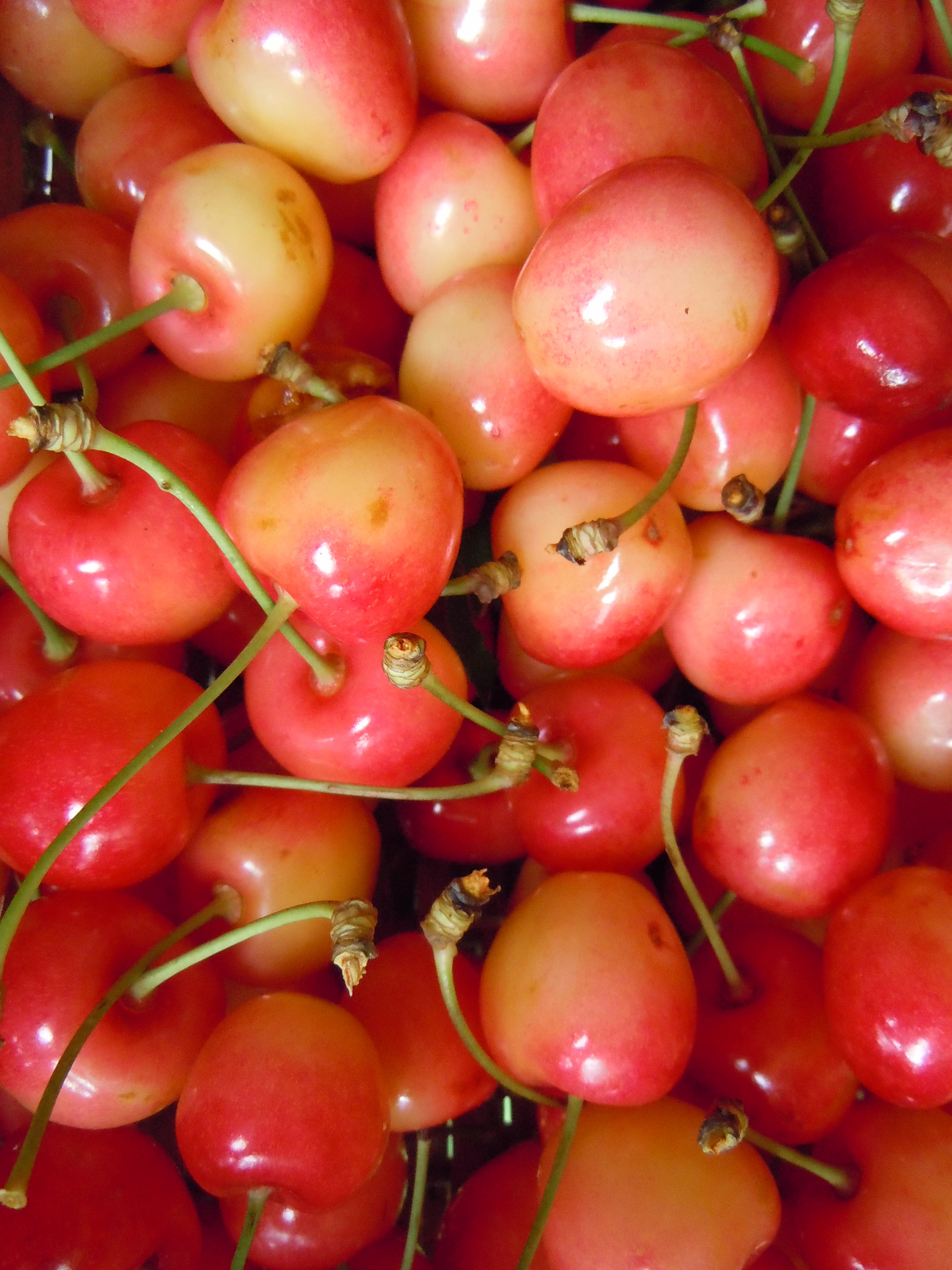
Süßkirsche große Prinzessin

Die Große Prinzessin oder auch Große Prinzessinkirsche, Napoleonskirsche, Königskirsche, Kaiser Franz Kirsche, Royal Ann, Emperor Francis, Lauermanns Kirsche, Dunajka, Bigarreau Napoleon, Wienerin und Herites ist eine zu den Knorpelkirschen gehörende rotbunte Sorte der Süßkirschen.

## Herkunft
Die große Prinzessin ist eine alte Sorte, die um 1828 entdeckt wurde. Die genaue Herkunft ist unbekannt, nach einer Quelle soll sie aus Werder stammen. Inzwischen ist sie, wie man auch an ihren vielen Synonymen erkennen kann, weltweit verbreitet. Sehr ähnlich ist die Sorte Büttners Rote Knorpelkirsche, deren Frucht am gleichen Standort nicht ganz so dick wird. Die Sorten sind sich ansonsten so ähnlich, dass auch Experten sie oft erst nach Begutachtung der Steine unterscheiden können. Die Früchte werden zur Herstellung der Kaiserkirsche verwendet.

## Frucht
Die Frucht ist sehr groß, breit und herzförmig.
Die Haut ist überwiegend leuchtend gelb und nur bei Vollreife an der Sonnenseite hellrot. Das Fruchtfleisch ist hellgelb und knorpelig fest saftig. Der Geschmack ist süß feinwürzig mit angenehmer Säure und bleibt beim Kochen hart und wird hierbei noch etwas säuerlicher. Sie neigt bei Regen zum Aufplatzen.
Der Stein ist klein und zugespitzt und löst sich gut vom Fleisch. Der Stiel ist etwa 4,5 cm lang und steht in einer flachen Grube. Sie reift in der 4. Kirschwoche.

## Baum
Der Baum wächst sehr kräftig, hochkugelig und verzweigt pyramidenförmig. Am besten geeignet ist ein nährstoffreicher Boden mit ausreichend Feuchtigkeit. Ansonsten hat er keine besonderen Klimaansprüche. Die Blüte ist mittelspät und lang andauernd. Da die Sorte selbststeril ist, braucht sie einen Befruchtungspartner, geeignet sind Hedelfinger Riesenkirsche, Früheste der Mark, Schneiders späte Knorpelkirsche und Dönissens gelbe Knorpelkirsche.